# Piemont vasútállomásainak listája

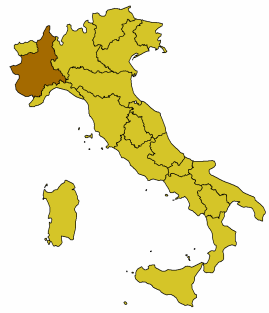
Piemont elhelyezkedése Olaszországban

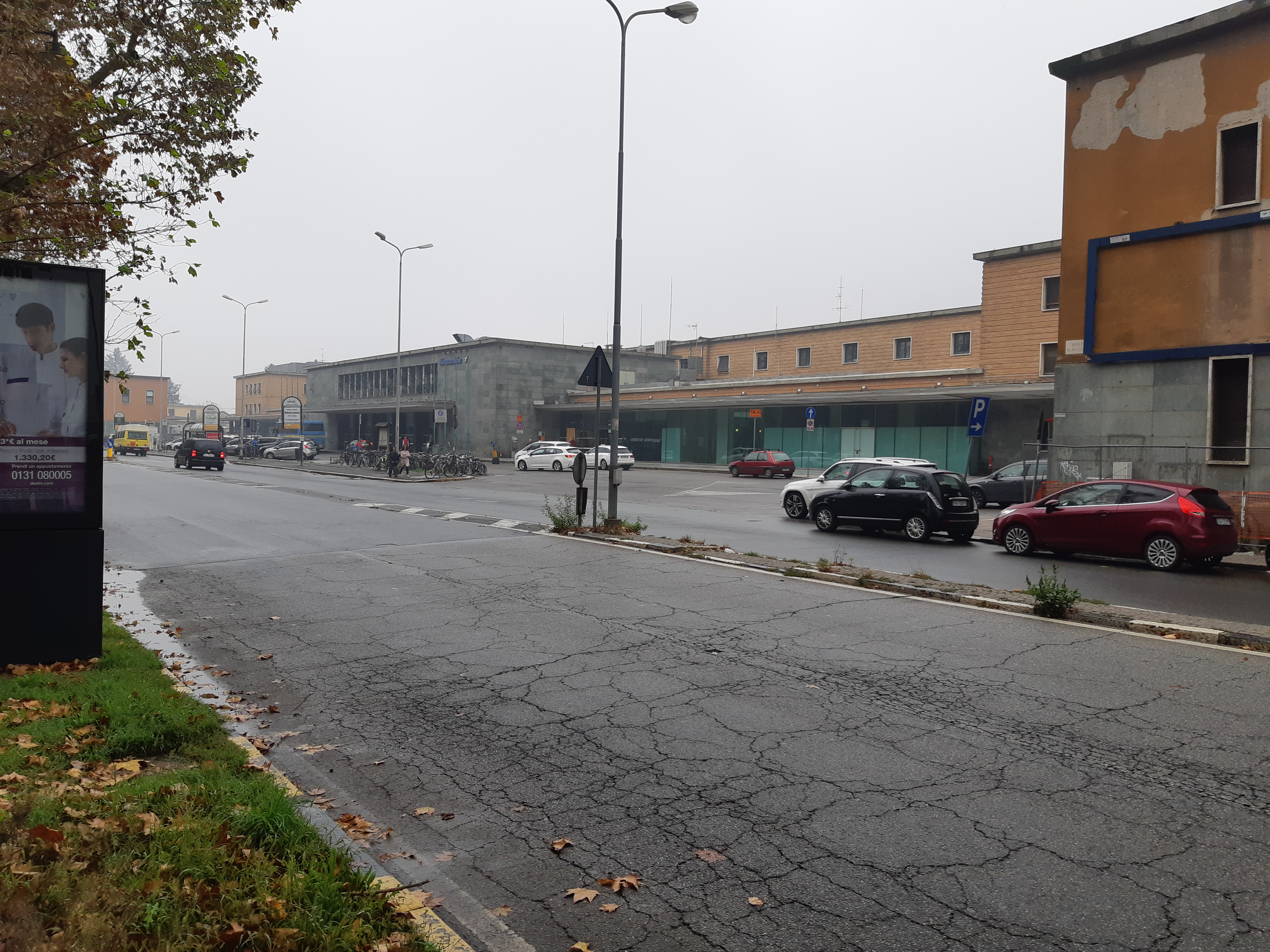
Stazione di Alessandria

Ez a lista az olasz Piemont régió vasútállomásait sorolja fel ábécé sorrendben.

## A lista
| Állomás neve                               | Cím                                  | Közigazgatási egység    | Megye | Hálózat         | Kategória |
| ------------------------------------------ | ------------------------------------ | ----------------------- | ----- | --------------- | --------- |
| Stazione di Acqui Terme                    | Piazza Vittorio Veneto               | Acqui Terme             | AL    | RFI             | ezüst     |
| Stazione di Agliano-Castelnuovo Calcea     | Strada Fornaci, 1                    | Agliano Terme           | AT    | RFI             | bronz     |
| Stazione di Airasca                        | Via Stazione, 114                    | Airasca                 | TO    | RFI             | bronz     |
| Stazione di Alba                           | Piazza Trento Trieste, 1             | Alba                    | CN    | RFI             | ezüst     |
| Stazione di Alessandria                    | Piazzale Curiel, 8                   | Alessandria             | AL    | Centostazioni   | arany     |
| Stazione di Alice Belcolle                 | Regione Stazione, 20                 | Alice Bel Colle         | AL    | RFI             | bronz     |
| Stazione di Alpignano                      | Viale Vittoria, 1                    | Alpignano               | TO    | RFI             | ezüst     |
| Stazione di Arona                          | Piazzale Duca D'Aosta                | Arona                   | NO    | RFI             | ezüst     |
| Stazione di Arquata Scrivia                | Piazza della Repubblica 6            | Arquata Scrivia         | AL    | RFI             | ezüst     |
| Stazione di Asti                           | Piazza Marconi, 14                   | Asti                    | AT    | Centostazioni   | arany     |
| Stazione di Avigliana                      | Piazza Stazione, 5                   | Avigliana               | TO    | RFI             | ezüst     |
| Stazione di Baldichieri-Tigliole           | Via Manzoni, 15                      | Baldichieri d’Asti      | AT    | RFI             | bronz     |
| Stazione di Balzola                        | Viale Forlanini, 1                   | Balzola                 | AL    | RFI             | bronz     |
| Stazione di Bandito                        | Strada Gallotto, 1                   | Bra                     | CN    | RFI             | bronz     |
| Stazione di Bardonecchia                   | Piazza Europa, 6                     | Bardonecchia            | TO    | RFI             | ezüst     |
| Stazione di Baveno                         | Via Stazione, 28                     | Baveno                  | VB    | RFI             | bronz     |
| Stazione di Bazzana                        | Via Nizza, 2                         | Mombaruzzo              | AT    | RFI             | bronz     |
| Stazione di Beaulard                       | C.so Frejus, 1                       | Oulx                    | TO    | RFI             | bronz     |
| Stazione di Belgirate                      | Via IV Novembre, 42                  | Belgirate               | VB    | RFI             | bronz     |
| Stazione di Bellinzago                     | Via Don Minzoni, 91                  | Bellinzago Novarese     | NO    | RFI             | bronz     |
| Stazione di Bianzè                         | Via Roma, 40                         | Bianzè                  | VC    | RFI             | bronz     |
| Stazione di Biella San Paolo               | Piazza S.Paolo, 2                    | Biella                  | BI    | Centostazioni   | ezüst     |
| Stazione di Bistagno                       | C.so Carlo Testa, 1                  | Bistagno                | AL    | RFI             | bronz     |
| Stazione di Bolzano Novarese               | Via Gozzano                          | Bolzano Novarese        | NO    | RFI             | bronz     |
| Stazione di Borgo Lavezzaro                | Via IV Novembre, 42                  | Borgolavezzaro          | NO    | RFI             | bronz     |
| Stazione di Borgo Revel                    | Via Cavour, 1                        | Verolengo               | TO    | RFI             | bronz     |
| Stazione di Borgo San Dalmazzo             | Corso Nizza, 1                       | Borgo San Dalmazzo      | CN    | RFI             | bronz     |
| Stazione di Borgo San Martino              | Via Stazione, 3                      | Borgo San Martino       | AL    | RFI             | bronz     |
| Stazione di Borgo Ticino                   | Via Stazione, 4                      | Borgo Ticino            | NO    | RFI             | bronz     |
| Stazione di Borgo Vercelli                 | Via Cavour, 1                        | Borgo Vercelli          | VC    | RFI             | bronz     |
| Stazione di Borgofranco                    | Via Marconi, 81                      | Borgofranco d'Ivrea     | TO    | RFI             | bronz     |
| Stazione di Borgomanero                    | Piazza Marazza, 3                    | Borgomanero             | NO    | RFI             | ezüst     |
| Stazione di Borgone                        | Via Tacca, 3                         | Borgone Susa            | TO    | RFI             | ezüst     |
| Stazione di Borgoratto                     | Via Ennio Massobrio, 4               | Borgoratto Alessandrino | AL    | RFI             | bronz     |
| Stazione di Bra                            | Piazza Roma, 29                      | Bra                     | CN    | RFI             | ezüst     |
| Stazione di Brandizzo                      | Piazza Stazione, 1                   | Brandizzo               | TO    | RFI             | ezüst     |
| Stazione di Bruzolo di Susa                | Viale Stazione, 4                    | Bruzolo                 | TO    | RFI             | bronz     |
| Stazione di Bussoleno                      | Strada Susa, 2A                      | Bussoleno               | TO    | RFI             | ezüst     |
| Stazione di Caltignaga                     | Via Stazione                         | Caltignaga              | NO    | RFI             | bronz     |
| Stazione di Caluso                         | Piazzale Uberti Rodolfo, 5           | Caluso                  | TO    | RFI             | ezüst     |
| Stazione di Cambiano-Santena               | Piazzale Stazione, 4                 | Cambiano                | TO    | RFI             | bronz     |
| Stazione di Candelo                        | Via Marconi, 79                      | Candelo                 | BI    | RFI             | bronz     |
| Stazione di Candia Canavese                | Via Stazione, 31                     | Candia Canavese         | TO    | RFI             | bronz     |
| Stazione di Candiolo                       | Via Simionis, 10                     | Candiolo                | TO    | RFI             | ezüst     |
| Stazione di Carmagnola                     | Piazza XXX Aprile, 11                | Carmagnola              | TO    | RFI             | ezüst     |
| Stazione di Carpignano Sesia               | Piazzale 25 Aprile, 2                | Carpignano Sesia        | NO    | RFI             | bronz     |
| Stazione di Casale Monferrato              | Piazza Vittorio Veneto, 5            | Casale Monferrato       | AL    | RFI             | ezüst     |
| Stazione di Casaleggio                     | Via Roma, 18                         | Casaleggio Novara       | NO    | RFI             | bronz     |
| Stazione di Cassine                        | Piazza Stazione, 1                   | Cassine                 | AL    | RFI             | bronz     |
| Stazione di Castello d'Annone              | Piazza Stazione, 1                   | Castello di Annone      | AT    | RFI             | bronz     |
| Stazione di Castelrosso                    | Via San Rocco, 47                    | Chivasso                | TO    | RFI             | bronz     |
| Stazione di Cavallermaggiore               | Viale V.Veneto, 8                    | Cavallermaggiore        | CN    | RFI             | ezüst     |
| Stazione di Centallo                       | Viale Stazione, 1                    | Centallo                | CN    | RFI             | ezüst     |
| Stazione di Ceva                           | Piazza Stazione, 4                   | Ceva                    | CN    | RFI             | ezüst     |
| Stazione di Chieri                         | Piazza Don Bosco, 1                  | Chieri                  | TO    | RFI             | ezüst     |
| Stazione di Chiomonte                      | Via Stazione, 11                     | Chiomonte               | TO    | RFI             | bronz     |
| Stazione di Chivasso                       | Piazza Garibaldi, 1                  | Chivasso                | TO    | RFI             | arany     |
| Stazione di Collegno                       | Via G. Collegno, 1                   | Collegno                | TO    | RFI             | ezüst     |
| Stazione di Condove-Chiusa San Michele     | Via Stazione, 4                      | Chiusa di San Michele   | TO    | RFI             | ezüst     |
| Stazione di Cossato                        | Via Paietta, 12                      | Cossato                 | BI    | RFI             | bronz     |
| Stazione di Crescentino                    | Piazza 9 Martiri, 5                  | Crescentino             | VC    | RFI             | ezüst     |
| Stazione di Cressa-Fontaneto               | Via Fontaneto, 2                     | Cressa                  | NO    | RFI             | bronz     |
| Stazione di Cuneo                          | Piazzale Libertà, 10                 | Cuneo                   | CN    | Centostazioni   | arany     |
| Stazione di Cuzzago                        | Via Stazione                         | Premosello-Chiovenda    | VB    | RFI             | bronz     |
| Stazione di Domodossola                    | Piazza Matteotti, 1                  | Domodossola             | VB    | Centostazioni   | arany     |
| Stazione di Dormelletto                    | Via Cavour, 1                        | Dormelletto             | NO    | RFI             | bronz     |
| Stazione di Dormelletto Paese              | Via Marconi, 2                       | Dormelletto             | NO    | RFI             | bronz     |
| Stazione di Felizzano                      | Via Stazione, 1                      | Felizzano               | AL    | RFI             | bronz     |
| Stazione di Fontanetto Po                  | Viale Stazione, 1                    | Fontanetto Po           | VC    | RFI             | bronz     |
| Stazione di Fossano                        | Piazza Kennedy, 2                    | Fossano                 | CN    | RFI             | ezüst     |
| Stazione di Frugarolo-Boscomarengo         | Via C.Battisti 29                    | Frugarolo               | AL    | RFI             | bronz     |
| Stazione di Garbagna                       | Via Marconi, 15                      | Garbagna Novarese       | NO    | RFI             | bronz     |
| Stazione di Giarole                        | Via Stazione, 1                      | Giarole                 | AL    | RFI             | bronz     |
| Stazione di Gozzano                        | Piazza Marconi, 1                    | Gozzano                 | NO    | RFI             | bronz     |
| Stazione di Gravellona Toce                | Via Stazione, 1                      | Gravellona Toce         | VB    | RFI             | bronz     |
| Stazione di Grugliasco                     | C.so Adriatico                       | Grugliasco              | TO    | RFI             | ezüst     |
| Stazione di Ivrea                          | C.so Nigra, 73                       | Ivrea                   | TO    | RFI             | ezüst     |
| Stazione di Lesa                           | Via Stazione 22                      | Lesa                    | NO    | RFI             | bronz     |
| Stazione di Lesegno                        | Via Stazione, 1                      | Lesegno                 | CN    | RFI             | bronz     |
| Stazione di Limone Piemonte                | Piazza Risorgimento, 11              | Limone Piemonte         | CN    | RFI             | ezüst     |
| Stazione di Livorno Ferraris               | Viale IV Novembre, 38                | Livorno Ferraris        | VC    | RFI             | ezüst     |
| Stazione di Madonna del Pilone             | Via Stazione, 1                      | Cavallermaggiore        | CN    | RFI             | bronz     |
| Stazione di Magliano-Crava-Morozzo         | Piazza Fortunati, 3                  | Magliano Alpi           | CN    | RFI             | bronz     |
| Stazione di Marano Ticino                  | Via Stazione, 29                     | Marano Ticino           | NO    | RFI             | bronz     |
| Stazione di Meana                          | Via Pian Barale, 9                   | Meana di Susa           | TO    | RFI             | bronz     |
| Stazione di Meina                          | Via ROMA, 33                         | Meina                   | NO    | RFI             | bronz     |
| Stazione di Merana                         | Via Casorano Sottano, 1              | Merana                  | AL    | RFI             | bronz     |
| Stazione di Mercenasco                     | Via Stazione, 6                      | Mercenasco              | TO    | RFI             | bronz     |
| Stazione di Mergozzo                       | Via Stazione                         | Mergozzo                | VB    | RFI             | bronz     |
| Stazione di Molare                         | Via Molare 87                        | Molare                  | AL    | RFI             | bronz     |
| Stazione di Mombaldone-Roccaverano         | Via Borgo Stazione, 1                | Mombaldone              | AL    | RFI             | bronz     |
| Stazione di Mombaruzzo                     | Via Stazione, 1                      | Mombaruzzo              | AT    | RFI             | bronz     |
| Stazione di Momo                           | Via Stazione, 2                      | Momo                    | NO    | RFI             | bronz     |
| Stazione di Moncalieri                     | Viale Stazione, 7                    | Moncalieri              | TO    | RFI             | ezüst     |
| Stazione di Moncalieri Sangone             | Strada Stazione Sangone              | Moncalieri              | TO    | RFI             | bronz     |
| Stazione di Mondovì                        | Piazza F.Centro, 1                   | Mondovì                 | CN    | RFI             | ezüst     |
| Stazione di Mongardino                     | Via Madonna, 2                       | Mongardino              | AT    | RFI             | bronz     |
| Stazione di Montanaro                      | Piazza Senatore Frola, 1             | Montanaro               | TO    | RFI             | ezüst     |
| Stazione di Montechiaro-Denice             | Piazza Marconi                       | Montechiaro d’Acqui     | AL    | RFI             | bronz     |
| Stazione di Montegrosso                    | Piazza Roero, 3                      | Montegrosso d’Asti      | AT    | RFI             | bronz     |
| Stazione di Monticello d'Alba              | Via Stazione, 63                     | Monticello d’Alba       | CN    | RFI             | bronz     |
| Stazione di Morano sul Po                  | Viale Stazione, 9                    | Morano sul Po           | AL    | RFI             | bronz     |
| Stazione di Mussotto                       | C.so Bra, 1                          | Alba                    | CN    | RFI             | bronz     |
| Stazione di Nibbia                         | Via Stazione, 1                      | San Pietro Mosezzo      | NO    | RFI             | bronz     |
| Stazione di Nichelino                      | Viale Segre, 1                       | Nichelino               | TO    | RFI             | bronz     |
| Stazione di Nizza Monferrato               | Piazza Dante, 32                     | Nizza Monferrato        | AT    | RFI             | ezüst     |
| Stazione di None                           | Via Stazione, 59                     | None                    | TO    | RFI             | ezüst     |
| Stazione di Novara                         | Piazza Garibaldi, 5                  | Novara                  | NO    | Centostazioni   | arany     |
| Stazione di Novi Ligure                    | Piazza Falcone e Borsellino 12       | Novi Ligure             | AL    | RFI             | ezüst     |
| Stazione di Oleggio                        | Viale Garibaldi, 1                   | Oleggio                 | NO    | RFI             | ezüst     |
| Stazione di Omegna                         | Via Vaemenia, 1                      | Omegna                  | VB    | RFI             | ezüst     |
| Stazione di Omegna-Crusinallo              | Via alla Stazione                    | Omegna                  | VB    | RFI             | bronz     |
| Stazione di Ornavasso                      | Piazza Enrico Bianchetti, 6          | Ornavasso               | VB    | RFI             | bronz     |
| Stazione di Orta-Miasino                   | Via Lunati, 6                        | Orta San Giulio         | NO    | RFI             | bronz     |
| Stazione di Oulx-Cesana-Claviere-Sestriere | Piazza Europa, 5                     | Oulx                    | TO    | RFI             | ezüst     |
| Stazione di Ovada                          | Piazzale Cadorna 8                   | Ovada                   | AL    | RFI             | ezüst     |
| Stazione di Palazzolo Vercellese           | Viale Garibaldi, 38                  | Palazzolo Vercellese    | VC    | RFI             | bronz     |
| Stazione di Pallanzeno                     | Via Sempione, 1                      | Pallanzeno              | VB    | RFI             | bronz     |
| Stazione di Pessione                       | Piazzale Luigi Rossi, 1              | Chieri                  | TO    | RFI             | bronz     |
| Stazione di Pettenasco                     | Viale Stazione, 12                   | Pettenasco              | NO    | RFI             | bronz     |
| Stazione di Piedimulera                    | Via Martiri Dell'Alpe Meccia, 2      | Piedimulera             | VB    | RFI             | bronz     |
| Stazione di Pieve Vergonte                 | Piazza Stazione, 2                   | Pieve Vergonte          | VB    | RFI             | bronz     |
| Stazione di Pinerolo                       | Piazza Garibaldi, 18                 | Pinerolo                | TO    | RFI             | ezüst     |
| Stazione di Pinerolo Olimpica              | Pinerolo                             | Pinerolo                | TO    | RFI             | ezüst     |
| Stazione di Piscina di Pinerolo            | Via G. Pronotto, 3                   | Piscina                 | TO    | RFI             | ezüst     |
| Stazione di Pocapaglia                     | Strada Stazione, 10                  | Pocapaglia              | CN    | RFI             | bronz     |
| Stazione di Pontecurone                    | Piazza Marconi 5                     | Pontecurone             | AL    | RFI             | bronz     |
| Stazione di Ponti                          | Via 4 Novembre, 1                    | Ponti                   | AL    | RFI             | bronz     |
| Stazione di Pozzolo Formigaro              | Via San Sauli 41                     | Pozzolo Formigaro       | AL    | RFI             | bronz     |
| Stazione di Prasco-Cremolino               | Via alla Stazione                    | Prasco                  | AL    | RFI             | bronz     |
| Stazione di Premosello-Chiovenda           | Via Marconi, 5                       | Premosello-Chiovenda    | VB    | RFI             | bronz     |
| Stazione di Racconigi                      | Piazza Mazzini, 4                    | Racconigi               | CN    | RFI             | ezüst     |
| Stazione di Rigoroso                       | Via Nazionale                        | Arquata Scrivia         | AL    | RFI             | bronz     |
| Stazione di Robilante                      | Via Roma, 9                          | Robilante               | CN    | RFI             | bronz     |
| Stazione di Roccavione                     | Viale Caduti in Guerra, 1            | Roccavione              | CN    | RFI             | bronz     |
| Stazione di Rocchetta Tanaro-Cerro         | Regione Case Sparse, 95              | Castello di Annone      | AT    | RFI             | bronz     |
| Stazione di Rodallo                        | Via Montenero, 57                    | Caluso                  | TO    | RFI             | bronz     |
| Stazione di Rosta                          | Via Stazione, 92                     | Rosta                   | TO    | RFI             | ezüst     |
| Stazione di Rovasenda                      | Via Roma, 10                         | Rovasenda               | VC    | RFI             | bronz     |
| Stazione di Sant'Ambrogio                  | Piazza della Stazione, 5             | Sant’Ambrogio di Torino | TO    | RFI             | ezüst     |
| Stazione di Sant'Antonino di Saluggia      | Via della Stazione, 1                | Saluggia                | VC    | RFI             | bronz     |
| Stazione di Sant'Antonino-Vaie             | Via Roma, 65                         | Sant’Antonino di Susa   | TO    | RFI             | ezüst     |
| Stazione di San Damiano d'Asti             | fraz.Vaglierano, 18                  | San Damiano d’Asti      | AT    | RFI             | bronz     |
| Stazione di San Germano Vercellese         | Piazzale Perazzo, 1                  | San Germano Vercellese  | VC    | RFI             | bronz     |
| Stazione di San Giuliano Piemonte          | Piazza Stazione                      | Alessandria             | AL    | RFI             | bronz     |
| Stazione di San Paolo Solbrito             | Via Vittorio Veneto                  | San Paolo Solbrito      | AT    | RFI             | bronz     |
| Stazione di Santa Vittoria                 | Via Stazione, 1                      | Santa Vittoria d’Alba   | CN    | RFI             | bronz     |
| Stazione di Salbertrand                    | Via Stazione, 14                     | Salbertrand             | TO    | RFI             | bronz     |
| Stazione di Sale Langhe                    | Via Roma, 6                          | Sale delle Langhe       | CN    | RFI             | bronz     |
| Stazione di Saliceto                       | Via Stazione, 3                      | Saliceto                | CN    | RFI             | bronz     |
| Stazione di Saluggia                       | L.go Stazione, 7                     | Saluggia                | VC    | RFI             | bronz     |
| Stazione di Salussola                      | Via Stazione , 42                    | Salussola               | BI    | RFI             | bronz     |
| Stazione di Sanfrè                         | Via Gotta, 1                         | Sanfrè                  | CN    | RFI             | bronz     |
| Stazione di Santhià                        | Piazza Verdi, 5                      | Santhià                 | VC    | RFI             | ezüst     |
| Stazione di Savigliano                     | Piazza Sperino, 10                   | Savigliano              | CN    | RFI             | ezüst     |
| Stazione di Serravalle Scrivia             | Piazza Bailo 3                       | Serravalle Scrivia      | AL    | RFI             | ezüst     |
| Stazione di Settimo Torinese               | Piazza Pagliero, 2                   | Settimo Torinese        | TO    | RFI             | ezüst     |
| Stazione di Solero                         | Via Stazione, 19                     | Solero                  | AL    | RFI             | bronz     |
| Stazione di Sommariva del Bosco            | Piazza Re Umberto                    | Sommariva del Bosco     | CN    | RFI             | ezüst     |
| Stazione di Spigno                         | Via Pietro Porro, 1                  | Spigno Monferrato       | AL    | RFI             | bronz     |
| Stazione di Spinetta                       | Via Perfumo 2                        | Alessandria             | AL    | RFI             | bronz     |
| Stazione di Strambino                      | Piazza Cavalieri Vittorio Veneto, 20 | Strambino               | TO    | RFI             | ezüst     |
| Stazione di Stresa                         | Piazzale Stazione N 5                | Stresa                  | VB    | RFI             | ezüst     |
| Stazione di Strevi                         | Via Vittorio Venetto, 1              | Strevi                  | AL    | RFI             | bronz     |
| Stazione di Suno                           | Via XXV Aprile, 42                   | Suno                    | NO    | RFI             | bronz     |
| Stazione di Susa                           | Corso Stati Uniti, 1                 | Susa                    | TO    | RFI             | ezüst     |
| Stazione di Terzo-Montabone                | Vicolo Stazione, 6                   | Terzo                   | AL    | RFI             | bronz     |
| Stazione di Torino Lingotto                | Via Pannunzio, 1                     | Torino                  | TO    | RFI             | arany     |
| Stazione di Torino Porta Nuova             | Via Nizza ,2                         | Torino                  | TO    | Grandi Stazioni | platinum  |
| Stazione di Torino Porta Susa              | Piazza 18 Dicembre, 8                | Torino                  | TO    | RFI             | arany     |
| Stazione di Torino Rebaudengo Fossata      | via Fossata, 102                     | Torino                  | TO    | RFI             | ezüst     |
| Stazione di Torino Stura                   | Corso Romania, 501                   | Torino                  | TO    | RFI             | bronz     |
| Stazione di Torrazza Piemonte              | Via Roma, 84                         | Torrazza Piemonte       | TO    | RFI             | bronz     |
| Stazione di Tortona                        | P. Fiume, 11                         | Tortona                 | AL    | RFI             | ezüst     |
| Stazione di Trecate                        | Piazza Marconi, 5                    | Trecate                 | NO    | RFI             | ezüst     |
| Stazione di Trinità-Bene Vagienna          | Viale Stazione, 50                   | Trinità                 | CN    | RFI             | bronz     |
| Stazione di Trino Vercellese               | Via Dante , 3                        | Trino                   | VC    | RFI             | ezüst     |
| Stazione di Trofarello                     | Via Roma, 52                         | Trofarello              | TO    | RFI             | ezüst     |
| Stazione di Tronzano                       | Via Stazione, 156                    | Tronzano Vercellese     | VC    | RFI             | bronz     |
| Stazione di Valenza                        | Viale Repubblica, 153                | Valenza                 | AL    | RFI             | ezüst     |
| Stazione di Valmadonna                     | Via Comunale, 72                     | Alessandria             | AL    | RFI             | bronz     |
| Stazione di Vaprio d'Agogna                | Via Novara                           | Vaprio d’Agogna         | NO    | RFI             | bronz     |
| Stazione di Varallo Pombia                 | Via Stazione                         | Varallo Pombia          | NO    | RFI             | bronz     |
| Stazione di Verbania-Pallanza              | Piazzale Stazione, 4                 | Verbania                | VB    | Centostazioni   | ezüst     |
| Stazione di Vercelli                       | Piazza Roma, 26                      | Vercelli                | VC    | Centostazioni   | arany     |
| Stazione di Vernante                       | Piazza de l'ala                      | Vernante                | CN    | RFI             | bronz     |
| Stazione di Verolengo                      | Via Molinatto, 1                     | Verolengo               | TO    | RFI             | bronz     |
| Stazione di Vespolate                      | Via Rimembranze, 24                  | Vespolate               | NO    | RFI             | bronz     |
| Stazione di Vicoforte-San Michele          | Via Stazione, 1                      | San Michele Mondovì     | CN    | RFI             | bronz     |
| Stazione di Vigliano d'Asti                | Piazza Stazione, 4                   | Vigliano d’Asti         | AT    | RFI             | bronz     |
| Stazione di Vignale                        | Corso Risorgimento, 290              | Novara                  | NO    | RFI             | bronz     |
| Stazione di Villadossola                   | Via Fabbri                           | Villadossola            | VB    | RFI             | bronz     |
| Stazione di Villafranca-Cantarana          | Piazza Luigi Capriolo, 1             | Villafranca d’Asti      | AT    | RFI             | ezüst     |
| Stazione di Villanova d'Asti               | Via Stazione, 18                     | Villanova d’Asti        | AT    | RFI             | ezüst     |
| Stazione di Villastellone                  | Via Cossolo, 76                      | Villastellone           | TO    | RFI             | ezüst     |
| Stazione di Visone                         | Via alla Stazione                    | Visone                  | AL    | RFI             | bronz     |
| Stazione di Vogogna Ossola                 | Via della Stazione                   | Vogogna                 | VB    | RFI             | bronz     |